# Campeonato Mundial de Balonmano Masculino Sub-19 de 2023
El X Campeonato Mundial de Balonmano Masculino Sub-19 se celebró en Croacia, entre el 2 de agosto y el 13 de agosto de 2023, bajo la organización de la IHF.
La selección española se hizo con el título, por primera vez en su historia, después de vencer a Dinamarca en la final.

## Fase de grupos

### Grupo A
| Equipo   | J | G | E | P | GF  | GC  | DG  | PTS |
| -------- | - | - | - | - | --- | --- | --- | --- |
| Croacia  | 3 | 3 | 0 | 0 | 134 | 64  | +70 | 6   |
| Portugal | 3 | 2 | 0 | 1 | 118 | 81  | +37 | 4   |
| Argelia  | 3 | 1 | 0 | 2 | 71  | 110 | -39 | 2   |
| Ruanda   | 3 | 0 | 0 | 3 | 69  | 137 | -68 | 0   |

- Resultados

| Fecha | Hora  | Partido  | Partido | Partido  | Resultado |
| ----- | ----- | -------- | ------- | -------- | --------- |
| 02.08 | 13:00 | Portugal | -       | Ruanda   | 50-24     |
| 02.08 | 19:30 | Croacia  | -       | Argelia  | 42-19     |
| 04.08 | 15:30 | Argelia  | -       | Portugal | 19-41     |
| 04.08 | 19:30 | Croacia  | -       | Ruanda   | 54-18     |
| 05.08 | 15:30 | Ruanda   | -       | Argelia  | 27-33     |
| 05.08 | 19:30 | Portugal | -       | Croacia  | 27-38     |

### Grupo B
| Equipo        | J | G | E | P | GF  | GC  | DG   | PTS |
| ------------- | - | - | - | - | --- | --- | ---- | --- |
| Hungría       | 3 | 3 | 0 | 0 | 115 | 59  | +56  | 6   |
| Eslovenia     | 3 | 2 | 0 | 1 | 123 | 60  | +63  | 4   |
| Marruecos     | 3 | 1 | 0 | 2 | 91  | 93  | -2   | 2   |
| Nueva Zelanda | 3 | 0 | 0 | 3 | 35  | 152 | -117 | 0   |

- Resultados

| Fecha | Hora  | Partido       | Partido | Partido       | Resultado |
| ----- | ----- | ------------- | ------- | ------------- | --------- |
| 02.08 | 15:00 | Hungría       | -       | Marruecos     | 37-28     |
| 02.08 | 17:00 | Eslovenia     | -       | Nueva Zelanda | 60-11     |
| 04.08 | 13:30 | Nueva Zelanda | -       | Hungría       | 6-49      |
| 04.08 | 17:30 | Eslovenia     | -       | Marruecos     | 38-20     |
| 05.08 | 13:30 | Marruecos     | -       | Nueva Zelanda | 43-18     |
| 05.08 | 17:30 | Hungría       | -       | Eslovenia     | 29-25     |

### Grupo C
| Equipo          | J | G | E | P | GF  | GC  | DG  | PTS |
| --------------- | - | - | - | - | --- | --- | --- | --- |
| Egipto          | 3 | 3 | 0 | 0 | 101 | 84  | +17 | 6   |
| República Checa | 3 | 2 | 0 | 1 | 81  | 81  | 0   | 4   |
| Islandia        | 3 | 1 | 0 | 2 | 92  | 90  | +2  | 2   |
| Japón           | 3 | 0 | 0 | 3 | 86  | 105 | -19 | 0   |

- Resultados

| Fecha | Hora  | Partido         | Partido | Partido         | Resultado |
| ----- | ----- | --------------- | ------- | --------------- | --------- |
| 02.08 | 13:30 | Egipto          | -       | Japón           | 40-32     |
| 02.08 | 15:30 | Islandia        | -       | República Checa | 27-29     |
| 03.08 | 13:30 | República Checa | -       | Egipto          | 22-28     |
| 03.08 | 15:30 | Islandia        | -       | Japón           | 35-28     |
| 05.08 | 13:30 | Japón           | -       | República Checa | 26-30     |
| 05.08 | 15:30 | Egipto          | -       | Islandia        | 33-30     |

### Grupo D
| Equipo        | J | G | E | P | GF  | GC  | DG  | PTS |
| ------------- | - | - | - | - | --- | --- | --- | --- |
| España        | 3 | 3 | 0 | 0 | 105 | 69  | +36 | 6   |
| Brasil        | 3 | 2 | 0 | 1 | 88  | 90  | -2  | 4   |
| Baréin        | 3 | 1 | 0 | 2 | 72  | 85  | -13 | 2   |
| Corea del Sur | 3 | 0 | 0 | 3 | 80  | 101 | -21 | 0   |

- Resultados

| Fecha | Hora  | Partido       | Partido | Partido       | Resultado |
| ----- | ----- | ------------- | ------- | ------------- | --------- |
| 02.08 | 17:30 | España        | -       | Brasil        | 38-29     |
| 02.08 | 19:30 | Corea del Sur | -       | Baréin        | 28-32     |
| 03.08 | 17:30 | Baréin        | -       | España        | 18-29     |
| 03.08 | 19:30 | Corea del Sur | -       | Brasil        | 30-31     |
| 05.08 | 17:30 | Brasil        | -       | Baréin        | 28-22     |
| 05.08 | 19:30 | España        | -       | Corea del Sur | 38-22     |

### Grupo E
| Equipo    | J | G | E | P | GF  | GC  | DG  | PTS |
| --------- | - | - | - | - | --- | --- | --- | --- |
| Dinamarca | 3 | 3 | 0 | 0 | 124 | 70  | +54 | 6   |
| Austria   | 3 | 2 | 0 | 1 | 118 | 80  | +38 | 4   |
| Chile     | 3 | 1 | 0 | 2 | 62  | 101 | -39 | 2   |
| México    | 3 | 0 | 0 | 3 | 75  | 128 | -53 | 0   |

- Resultados

| Fecha | Hora  | Partido   | Partido | Partido   | Resultado |
| ----- | ----- | --------- | ------- | --------- | --------- |
| 02.08 | 13:30 | Dinamarca | -       | Chile     | 32-21     |
| 02.08 | 15:30 | Austria   | -       | México    | 49-26     |
| 04.08 | 13:30 | México    | -       | Dinamarca | 21-49     |
| 04.08 | 15:30 | Austria   | -       | Chile     | 41-11     |
| 05.08 | 13:30 | Chile     | -       | México    | 30-28     |
| 05.08 | 15:30 | Dinamarca | -       | Austria   | 43-28     |

### Grupo F
| Equipo              | J | G | E | P | GF  | GC | DG  | PTS |
| ------------------- | - | - | - | - | --- | -- | --- | --- |
| Noruega             | 3 | 3 | 0 | 0 | 106 | 71 | +35 | 6   |
| Macedonia del Norte | 3 | 2 | 0 | 1 | 81  | 68 | +13 | 4   |
| Montenegro          | 3 | 1 | 0 | 2 | 75  | 89 | -14 | 2   |
| Georgia             | 3 | 0 | 0 | 3 | 64  | 99 | -35 | 0   |

- Resultados

| Fecha | Hora  | Partido             | Partido | Partido             | Resultado |
| ----- | ----- | ------------------- | ------- | ------------------- | --------- |
| 02.08 | 17:30 | Noruega             | -       | Macedonia del Norte | 27-25     |
| 02.08 | 19:30 | Montenegro          | -       | Georgia             | 34-19     |
| 04.08 | 17:30 | Georgia             | -       | Noruega             | 24-38     |
| 04.08 | 19:30 | Montenegro          | -       | Macedonia del Norte | 20-29     |
| 05.08 | 17:30 | Macedonia del Norte | -       | Georgia             | 27-21     |
| 05.08 | 19:30 | Noruega             | -       | Montenegro          | 41-22     |

### Grupo G
| Equipo         | J | G | E | P | GF  | GC  | DG  | PTS |
| -------------- | - | - | - | - | --- | --- | --- | --- |
| Alemania       | 3 | 3 | 0 | 0 | 110 | 57  | +53 | 6   |
| Arabia Saudita | 3 | 1 | 1 | 1 | 98  | 80  | +18 | 3   |
| Argentina      | 3 | 1 | 1 | 1 | 78  | 77  | +1  | 3   |
| Estados Unidos | 3 | 0 | 0 | 3 | 50  | 122 | -72 | 0   |

- Resultados

| Fecha | Hora  | Partido        | Partido | Partido        | Resultado |
| ----- | ----- | -------------- | ------- | -------------- | --------- |
| 02.08 | 13:00 | Alemania       | -       | Arabia Saudita | 37-26     |
| 02.08 | 15:00 | Argentina      | -       | Estados Unidos | 33-21     |
| 03.08 | 13:00 | Estados Unidos | -       | Alemania       | 15-46     |
| 03.08 | 15:00 | Argentina      | -       | Arabia Saudita | 29-29     |
| 05.08 | 13:00 | Arabia Saudita | -       | Estados Unidos | 43-14     |
| 05.08 | 15:00 | Alemania       | -       | Argentina      | 27-16     |

### Grupo H
| Equipo      | J | G | E | P | GF  | GC  | DG   | PTS |
| ----------- | - | - | - | - | --- | --- | ---- | --- |
| Irán        | 3 | 2 | 1 | 0 | 101 | 77  | +24  | 5   |
| Islas Feroe | 3 | 2 | 0 | 1 | 114 | 81  | +33  | 4   |
| Suecia      | 3 | 1 | 1 | 1 | 119 | 76  | +43  | 3   |
| Burundi     | 3 | 0 | 0 | 3 | 61  | 161 | -100 | 0   |

- Resultados

| Fecha | Hora  | Partido     | Partido | Partido     | Resultado |
| ----- | ----- | ----------- | ------- | ----------- | --------- |
| 02.08 | 17:00 | Suecia      | -       | Irán        | 26-26     |
| 02.08 | 19:00 | Islas Feroe | -       | Burundi     | 53-21     |
| 03.08 | 17:00 | Burundi     | -       | Suecia      | 16-62     |
| 03.08 | 19:00 | Islas Feroe | -       | Irán        | 27-29     |
| 05.08 | 17:00 | Irán        | -       | Burundi     | 46-24     |
| 05.08 | 19:00 | Suecia      | -       | Islas Feroe | 31-34     |

## Main Round

### Grupo I
| Equipo    | J | G | E | P | GF | GC | DG  | PTS |
| --------- | - | - | - | - | -- | -- | --- | --- |
| Croacia   | 3 | 2 | 1 | 0 | 98 | 80 | +18 | 5   |
| Portugal  | 3 | 2 | 0 | 1 | 86 | 92 | -6  | 4   |
| Hungría   | 3 | 1 | 1 | 1 | 85 | 84 | +1  | 3   |
| Eslovenia | 3 | 0 | 0 | 3 | 76 | 89 | -13 | 0   |

- Resultados

| Fecha | Hora  | Partido  | Partido | Partido   | Resultado |
| ----- | ----- | -------- | ------- | --------- | --------- |
| 07.08 | 17:30 | Hungría  | -       | Portugal  | 29-31     |
| 07.08 | 19:30 | Croacia  | -       | Eslovenia | 32-25     |
| 08.08 | 17:30 | Portugal | -       | Eslovenia | 28-26     |
| 08.08 | 19:30 | Croacia  | -       | Hungría   | 28-28     |

### Grupo II
| Equipo          | J | G | E | P | GF  | GC  | DG  | PTS |
| --------------- | - | - | - | - | --- | --- | --- | --- |
| España          | 3 | 3 | 0 | 0 | 109 | 85  | +24 | 6   |
| Egipto          | 3 | 2 | 0 | 1 | 101 | 87  | +14 | 4   |
| República Checa | 3 | 1 | 1 | 1 | 76  | 77  | -1  | 2   |
| Brasil          | 3 | 0 | 0 | 3 | 72  | 109 | -37 | 0   |

- Resultados

| Fecha | Hora  | Partido         | Partido | Partido         | Resultado |
| ----- | ----- | --------------- | ------- | --------------- | --------- |
| 07.08 | 17:30 | Egipto          | -       | Brasil          | 38-23     |
| 07.08 | 19:30 | España          | -       | República Checa | 29-21     |
| 08.08 | 17:30 | República Checa | -       | Brasil          | 33-20     |
| 08.08 | 19:30 | Egipto          | -       | España          | 35-42     |

### Grupo III
| Equipo              | J | G | E | P | GF  | GC  | DG  | PTS |
| ------------------- | - | - | - | - | --- | --- | --- | --- |
| Dinamarca           | 3 | 3 | 0 | 0 | 115 | 87  | +28 | 6   |
| Noruega             | 3 | 2 | 0 | 1 | 85  | 82  | +3  | 4   |
| Macedonia del Norte | 3 | 1 | 1 | 1 | 84  | 86  | -2  | 2   |
| Austria             | 3 | 0 | 0 | 3 | 72  | 101 | -29 | 0   |

- Resultados

| Fecha | Hora  | Partido   | Partido | Partido             | Resultado |
| ----- | ----- | --------- | ------- | ------------------- | --------- |
| 07.08 | 17:30 | Dinamarca | -       | Macedonia del Norte | 37-30     |
| 07.08 | 19:30 | Noruega   | -       | Austria             | 29-22     |
| 08.08 | 17:30 | Austria   | -       | Macedonia del Norte | 22-29     |
| 08.08 | 19:30 | Dinamarca | -       | Noruega             | 35-29     |

### Grupo IV
| Equipo         | J | G | E | P | GF | GC  | DG  | PTS |
| -------------- | - | - | - | - | -- | --- | --- | --- |
| Islas Feroe    | 3 | 2 | 0 | 1 | 98 | 80  | +18 | 4   |
| Alemania       | 3 | 2 | 0 | 1 | 97 | 81  | +16 | 4   |
| Arabia Saudita | 3 | 1 | 0 | 2 | 78 | 104 | -26 | 2   |
| Irán           | 3 | 1 | 0 | 2 | 80 | 88  | -8  | 2   |

- Resultados

| Fecha | Hora  | Partido        | Partido | Partido        | Resultado |
| ----- | ----- | -------------- | ------- | -------------- | --------- |
| 07.08 | 17:00 | Alemania       | -       | Islas Feroe    | 28-30     |
| 07.08 | 19:00 | Irán           | -       | Arabia Saudita | 26-29     |
| 08.08 | 17:00 | Arabia Saudita | -       | Islas Feroe    | 23-41     |
| 08.08 | 19:00 | Alemania       | -       | Irán           | 32-25     |

## Fase final
|  | Cuartos de final | Cuartos de final |           |           | Semifinales  | Semifinales  |              |              | Final        | Final        |  |
|  | 10 de agosto     | 10 de agosto     |           |           | 11 de agosto | 11 de agosto |              |              | 13 de agosto | 13 de agosto |  |
|  |                  |                  |           |           |              |              |              |              |              |              |  |
|  |                  |                  |           |           |              |              |              |              |              |              |  |
|  | Croacia          | 33               |           |           |              |              |              |              |              |              |  |
|  | Croacia          | 33               |           |           |              |              |              |              |              |              |  |
|  | Noruega          | 25               |           |           |              |              |              |              |              |              |  |
|  | Noruega          | 25               |           | Croacia   | 29           |              |              |              |              |              |  |
|  |                  |                  |           | Croacia   | 29           |              |              |              |              |              |  |
|  |                  |                  | España    | 37        |              |              |              |              |              |              |  |
|  | España           | 32               | España    | 37        |              |              |              |              |              |              |  |
|  | España           | 32               |           |           |              |              |              |              |              |              |  |
|  | Alemania         | 28               |           |           |              |              |              |              |              |              |  |
|  | Alemania         | 28               |           |           |              |              |              | España       | 28           |              |  |
|  |                  |                  |           |           |              |              |              | España       | 28           |              |  |
|  |                  |                  | Dinamarca | 23        |              |              |              |              |              |              |  |
|  | Dinamarca        | 35               | Dinamarca | 23        |              |              |              |              |              |              |  |
|  | Dinamarca        | 35               |           |           |              |              |              |              |              |              |  |
|  | Portugal         | 25               |           |           |              |              |              |              |              |              |  |
|  | Portugal         | 25               |           | Dinamarca | 39           |              |              | Tercer lugar | Tercer lugar |              |  |
|  |                  |                  |           | Dinamarca | 39           |              |              | Tercer lugar | Tercer lugar |              |  |
|  |                  |                  | Egipto    | 35        |              |              |              |              |              |              |  |
|  | Islas Feroe      | 34               | Egipto    | 35        |              |              | Croacia (TE) | 39           |              |              |  |
|  | Islas Feroe      | 34               |           |           |              |              | Croacia (TE) | 39           |              |              |  |
|  | Egipto (TE)      | 38               |           |           |              |              |              |              | Egipto       | 37           |  |
|  | Egipto (TE)      | 38               |           |           |              |              |              |              | Egipto       | 37           |  |
|  |                  |                  |           |           |              |              |              |              |              |              |  |

### Cuartos de final
| Fecha | Hora  | Partido     | Partido | Partido  | Resultado |
| ----- | ----- | ----------- | ------- | -------- | --------- |
| 10.08 | 13:00 | Islas Feroe | -       | Egipto   | 34-38 TE  |
| 10.08 | 15:30 | España      | -       | Alemania | 32-28     |
| 10.08 | 18:00 | Dinamarca   | -       | Portugal | 35-25     |
| 10.08 | 20:30 | Croacia     | -       | Noruega  | 33-25     |

### Semifinales
| Fecha | Hora  | Partido   | Partido | Partido | Resultado |
| ----- | ----- | --------- | ------- | ------- | --------- |
| 11.08 | 18:00 | Dinamarca | -       | Egipto  | 39-35     |
| 11.08 | 20:30 | Croacia   | -       | España  | 29-37     |

### Tercer puesto
| Fecha | Hora  | Partido | Partido | Partido | Resultado |
| ----- | ----- | ------- | ------- | ------- | --------- |
| 13.08 | 17:30 | Egipto  | -       | Croacia | 37-39 TE  |

### Final
| Fecha | Hora  | Partido   | Partido | Partido | Resultado |
| ----- | ----- | --------- | ------- | ------- | --------- |
| 13.08 | 20:00 | Dinamarca | -       | España  | 23-28     |

| Mundial Sub-19 2023 |
| ------------------- |
|                     |
| España 1.er Título  |

## Medallero
| España | Dinamarca | Croacia |
| Carlos Ocaña Ferran Castillo Jokin Aja Djordje Cikusa Víctor Romero Pablo Herrero Ezequiel Conde Ian Barrufet Alejandro Pisonero Álvaro Pérez Pablo Guijarro Petar Cikusa Pol Amores Iosu Arzoz Xavier González Alberto Delgado | Mads Bjergfelt Tobias Gregers Schmidt Noah Nielsen Nikolaj Risbjerg Larsson Lasse Vilhelmsen Kasper Teglgaard Pedersen Frederik Emil Pedersen Mads Aarhus Lauridsen Malte Eichhorst William Enoch Dalby Simon Meinby Lundorf Silas Overby Morten Kaalund Dahlgaard Emil Oxenvad Tonnesen Frederik Reinholdt Jagerum | Tin Herceg Vito Glivetic Marko Bajan Aleksandar Čaprić Fran Zovak Tian Borovec Martin Toms̆ić Karlo Jurić Marko Prpić Petar Krupić Franko Krstić Luka Malinarich Ivan Petrović Adrian Ćosić Karlo Bjelis̆ Maksimiljan Molc |

## Clasificación general
| Posición | Equipo              |
| -------- | ------------------- |
|          | España              |
|          | Dinamarca           |
|          | Croacia             |
| 4        | Egipto              |
| 5        | Alemania            |
| 6        | Portugal            |
| 7        | Noruega             |
| 8        | Islas Feroe         |
| 9        | Macedonia del Norte |
| 10       | República Checa     |
| 11       | Hungría             |
| 12       | Arabia Saudita      |
| 13       | Austria             |
| 14       | Brasil              |
| 15       | Eslovenia           |
| 16       | Irán                |
| 17       | Suecia              |
| 18       | Marruecos           |
| 19       | Islandia            |
| 20       | Montenegro          |
| 21       | Japón               |
| 22       | Argelia             |
| 23       | Argentina           |
| 24       | Chile               |
| 25       | Corea del Sur       |
| 26       | Georgia             |
| 27       | Ruanda              |
| 28       | Estados Unidos      |
| 29       | Baréin              |
| 30       | México              |
| 31       | Nueva Zelanda       |
| 32       | Burundi             |